# Le Cœur des gueux
Le Cœur des gueux est un film français réalisé par Alfred Machin, sorti en 1925.
Il a fait l'objet d'une adaptation sonore en 1936 par Jean Epstein sous le titre Cœur de gueux.

## Fiche technique
- Titre original :  Humanité
- Titre : Le Cœur des gueux
- Réalisation : Alfred Machin et Henry Wulschleger
- Pays de production : France
- Format : Noir et blanc - Muet - 1,33:1
- Durée : 91 minutes
- Date de sortie : 
  - France : 6 novembre 1925

## Distribution
- Maurice de Féraudy
- Ginette Maddie
- Maxime Desjardins
- Maurice Schutz
- Claude Machin